# 仙岩峠
仙岩峠（せんがんとうげ）は、岩手県岩手郡雫石町と秋田県仙北市を結ぶ奥羽山脈上の標高895mの峠である。峠下を国道46号および田沢湖線（秋田新幹線）がトンネルで通過している。

## 歴史

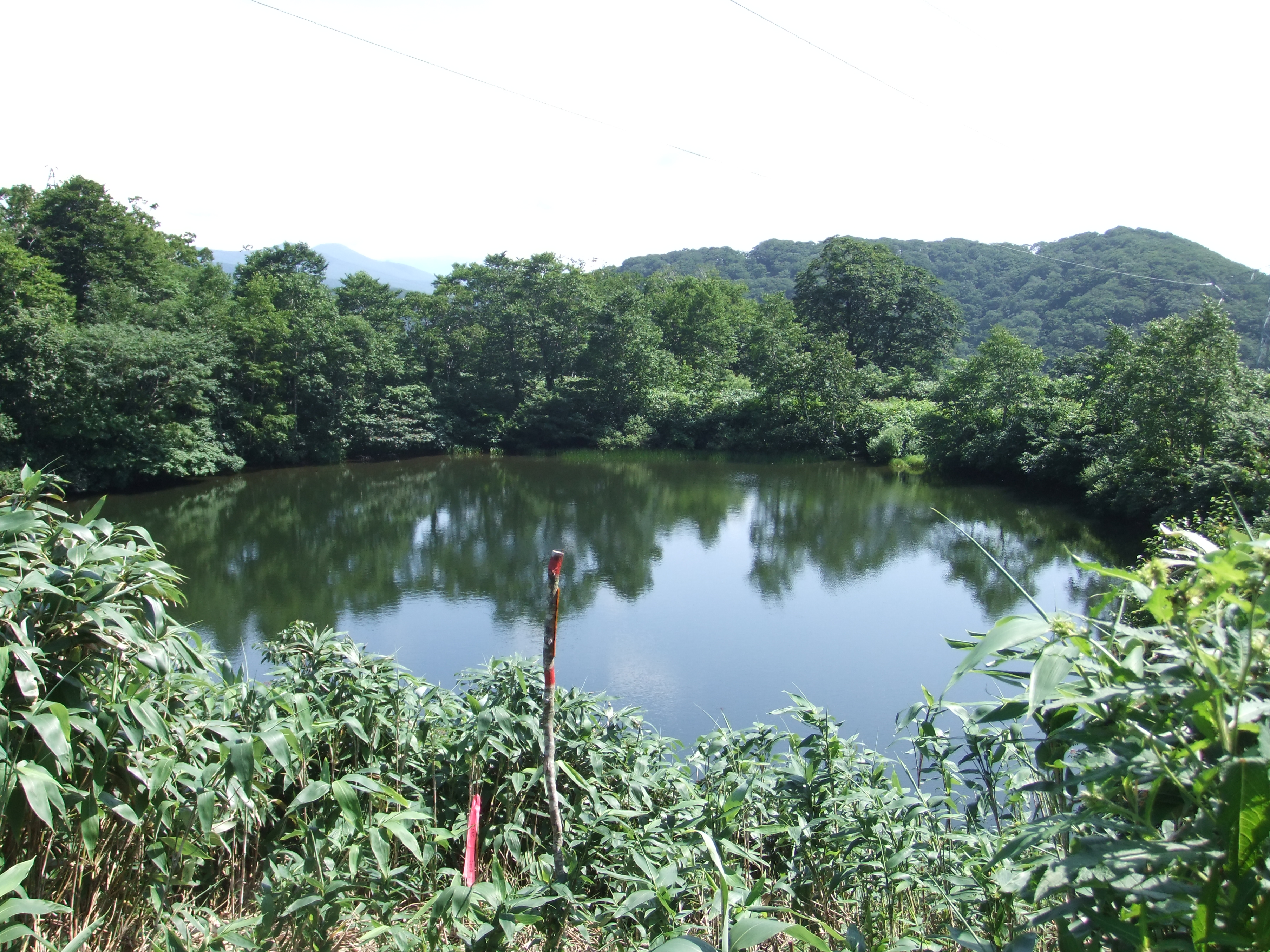
ヒヤ潟

### 国見峠
江戸時代、盛岡と秋田を結ぶ道は秋田街道・秋田往来・南部街道・国見越えなどと呼ばれ、奥羽山脈を越える峠は国見峠・生保内峠・遠保内峠・南部峠などと呼ばれていた。この峠は、笹森山の南稜線上にある標高940mの小ピークであり、的方（まとかた、後の仙岩峠）からは稜線を辿って北西へ約2.5km離れた位置にある。峠付近は盛岡藩と久保田藩（秋田藩）の藩境であり、18年間に亘って境目争いの場となったが、1633年（寛永10年）に江戸幕府の裁定で、国見峠と的方の間にある峰切（ヒヤ潟、標高835mにある高層湿原）が藩境と定められた。盛岡藩は橋場（雫石町）に、久保田藩は生保内（仙北市）に、それぞれ関所を設けた。
1868年8月には戊辰戦争のひとつ秋田戦争の舞台となった。盛岡藩はヒヤ潟付近に陣場を設けて拠点とし、久保田藩を攻撃した。

### 明治新道
1872年（明治5年）、雫石村の上野辨吉による国見峠道改良計画が、秋田・岩手両県に請願される。
1875年（明治8年）、秋田・岩手両県合議の上、内務省の許可を得て、国見峠の県道の改修工事を行った。岩手側は橋場の坂本川べりから通路をつくり、藩政期の街道より奥の沢筋に進み山腹から尾根に向かい的方に出て、秋田側は山腹から堀木沢を通り峰切に至った。藩政期の街道とは異なり山腹や沢筋を通る、馬車による通行が可能な緩斜面の道路で、同年10月までに完成したとされるが、その後も何度か改修が行われている。
明治新道は国見峠を通らなくなったため、的方が最高所となった。1876年（明治9年）3月30日付の太政官布告にて、秋田県仙北郡と岩手県岩手郡を結ぶことから、双方より字を取って「仙岩峠」と命名された。命名者は同年に当地を視察した大久保利通だとされる。
1882年（明治15年）、岩手県側の道は県道一等に指定された。
1902年（明治35年）、秋田県側の改修が着手されたが、日露戦争により工事は中止された。1907年（明治40年）、再開され、生保内村西南の源太坂まで完成した。
しかし東北本線・奥羽本線・横黒線（現在の北上線）の開通により物流が鉄道主体となると道路交通は衰退し、交通量が激減した道は廃道化して、旧国道の開通まで「地図上だけの道」となった。

### 旧国道
1951年（昭和26年）、自動車の通行を可能にするための大規模改修を前提として、仙岩峠越えの道が二級国道105号秋田盛岡線に指定された。1957年（昭和32年）から工事が開始され、1963年（昭和38年）7月に開通した。前年の1962年（昭和37年）4月には一級国道46号（別名、南八幡平パークライン）へ昇格している。
この道は明治道を踏襲せずにほぼ全区間で新道が開鑿され、岩手側の橋場から竜川沿いを通り、ヒヤ潟付近の峰切（北緯39度42分46秒 東経140度47分38秒 / 北緯39.7127度 東経140.794度）を最高所として、秋田側へ下る道筋となった。このため仙岩峠をも通らなくなったが、峰切を「仙岩峠」あるいは「新仙岩峠」と称することがあり、ヒヤ潟のほとりに「國道仙岩峠貫通記念碑」が設置されている。

#### ヒヤ潟
ヒヤ潟は岩手県岩手郡雫石町橋場にある湖である。岩手県と秋田県の県境にある国見峠から稜線を南に下った鞍部にあり標高830m。（北緯39度42分47秒 東経140度47分39秒 / 北緯39.713048度 東経140.794164度）

### 仙岩道路
物流・観光の基幹として開通した国道だったが、特に秋田県側は急カーブの続く険しい峠越えの道であり、雨期には崖崩れが多発し、また冬季は積雪のため半年間にわたって通行止めになるような有り様で、実際には幹線国道としての用を果たせなかった。このため開通間もない1967年（昭和42年）には早くも新道開鑿のための現地調査が開始され、1970年（昭和45年）から建設省直轄事業として工事が開始された。仙岩峠周辺の地質は「生保内層」「国見層」といわれる脆弱な混合層の不安定岩質であるため工事は難航したが、1976年（昭和51年）10月、明治道における仙岩峠の直下を通る仙岩トンネル経由のバイパスである「仙岩道路」が開通した。
わずか14年で放棄されてしまった旧道は、岩手県側の新道分岐点から国見温泉入口までは岩手県道266号国見温泉線として、秋田県側の新道分岐点から生保内川林道入口までは仙北市道として利用されているものの、秋田県側の林道入口から現道との交差箇所（湖山トンネル手前）までは実質的な廃道となり、更に峠を含む残り区間（雫石町道国見ヒヤ潟線、仙北市道仙岩峠線）は閉鎖された。閉鎖区間では2000年以降になって大規模な崩落（幅員の大部分を消失する路盤欠損）があり、岩手県側と秋田県側を行き来することは困難になっているが、送電線管理などの業務用車両を通すため、崩落区間を除き最低限の整備は行われている。
|          | 国見峠 (940m) | 的方（仙岩峠） (895m) | 峰切（ヒヤ潟） (835m) | 仙岩トンネル（車道） (570m) | 仙岩トンネル（鉄道） (370m) |
| -------- | ------------- | --------------------- | --------------------- | --------------------------- | --------------------------- |
| 秋田街道 | ○             | ○                     | ○                     |                             |                             |
| 明治新道 |               | ○                     | ○                     |                             |                             |
| 旧国道   |               |                       | ○                     |                             |                             |
| 仙岩道路 |               |                       |                       | ○                           |                             |
| 田沢湖線 |               |                       |                       |                             | ○                           |

## 仙岩トンネル

### 国道46号仙岩道路
仙岩道路にある全長2,544mの道路トンネル。1975年完成。岩手県側坑口は北上川水系竜川上流部（標高570m付近）、秋田県側坑口は雄物川水系大平沢上流部（標高530m付近）。
2012年12月2日に起きた笹子トンネル天井板落下事故に伴い、笹子トンネルと同構造の天井板が設置されている本トンネルも緊急点検の対象となった。国土交通省の発表によると、吊り金具が約2,500本中1本欠落、両端支持金具が約2,500本中2本欠落、天井板約13,000枚中7枚に劣化が見付かったため、即時補充または応急処置された。2013年11月11日から12月10日にかけて天井板の撤去工事が、2014年3月21日から27日にかけてジェットファン取り付け工事が、いずれも夜間全面通行止めの上で行われた。

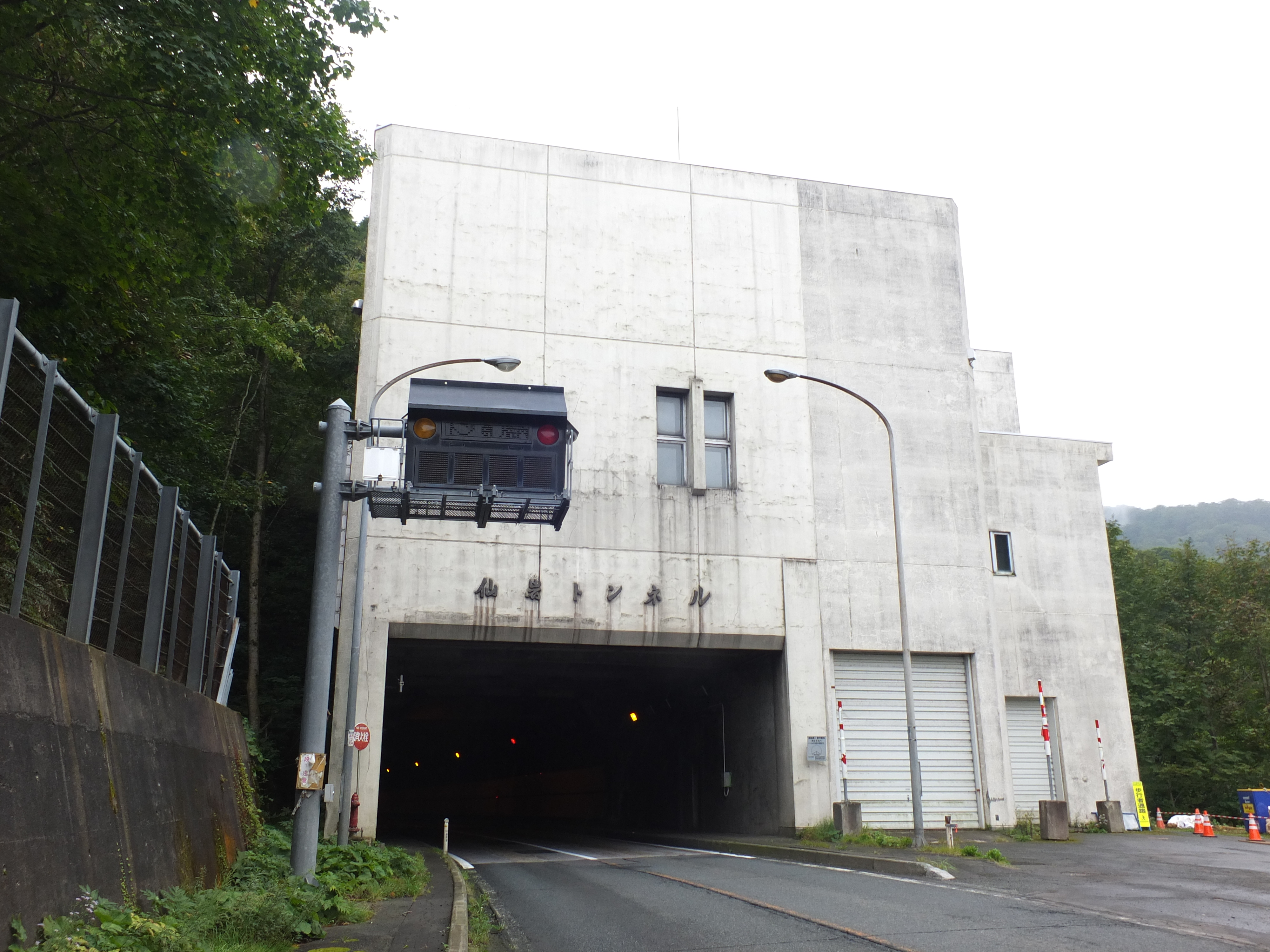
仙岩トンネル（国道）岩手換気所
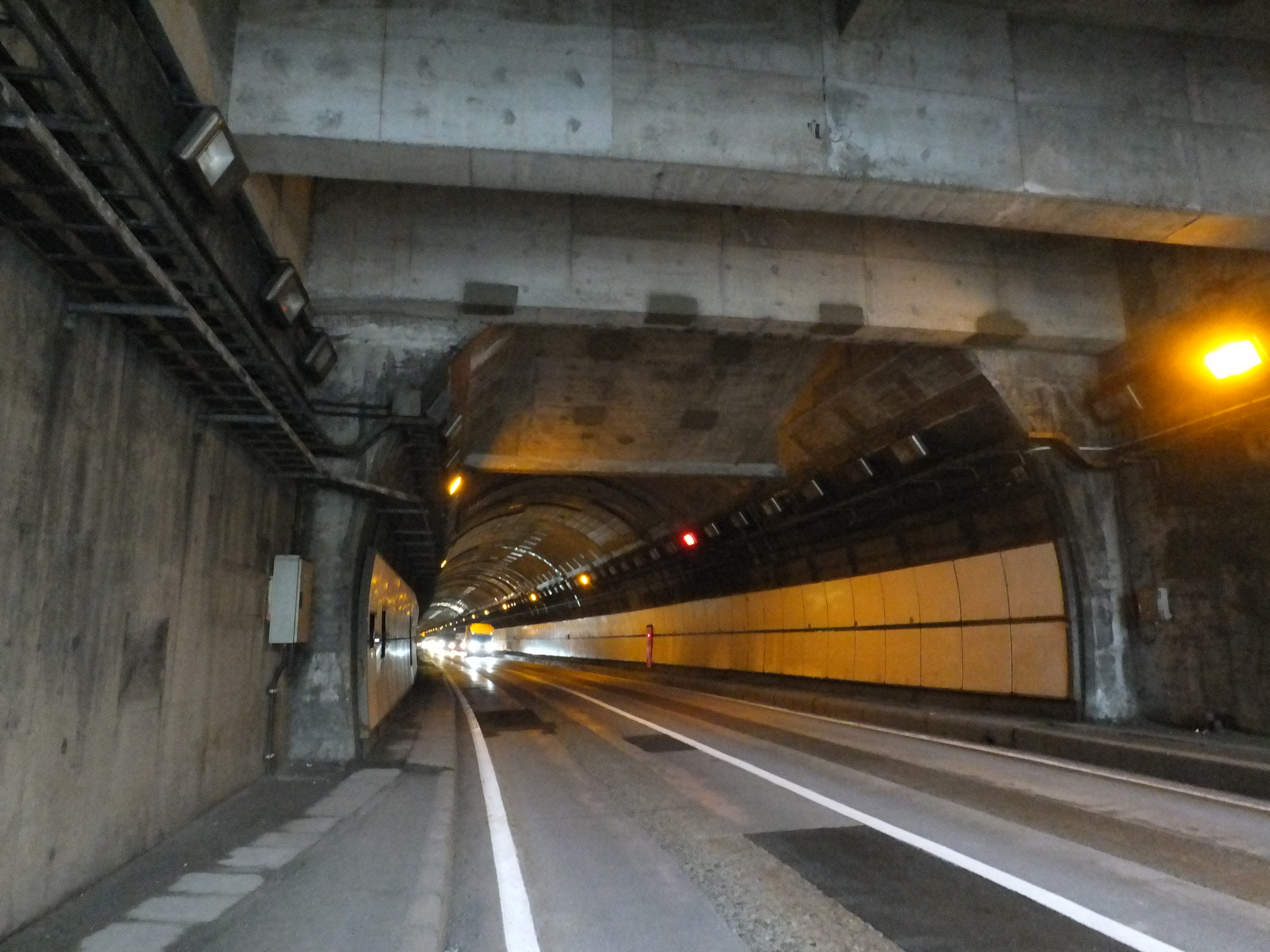
仙岩トンネル（国道）岩手県側坑口 天井板撤去後
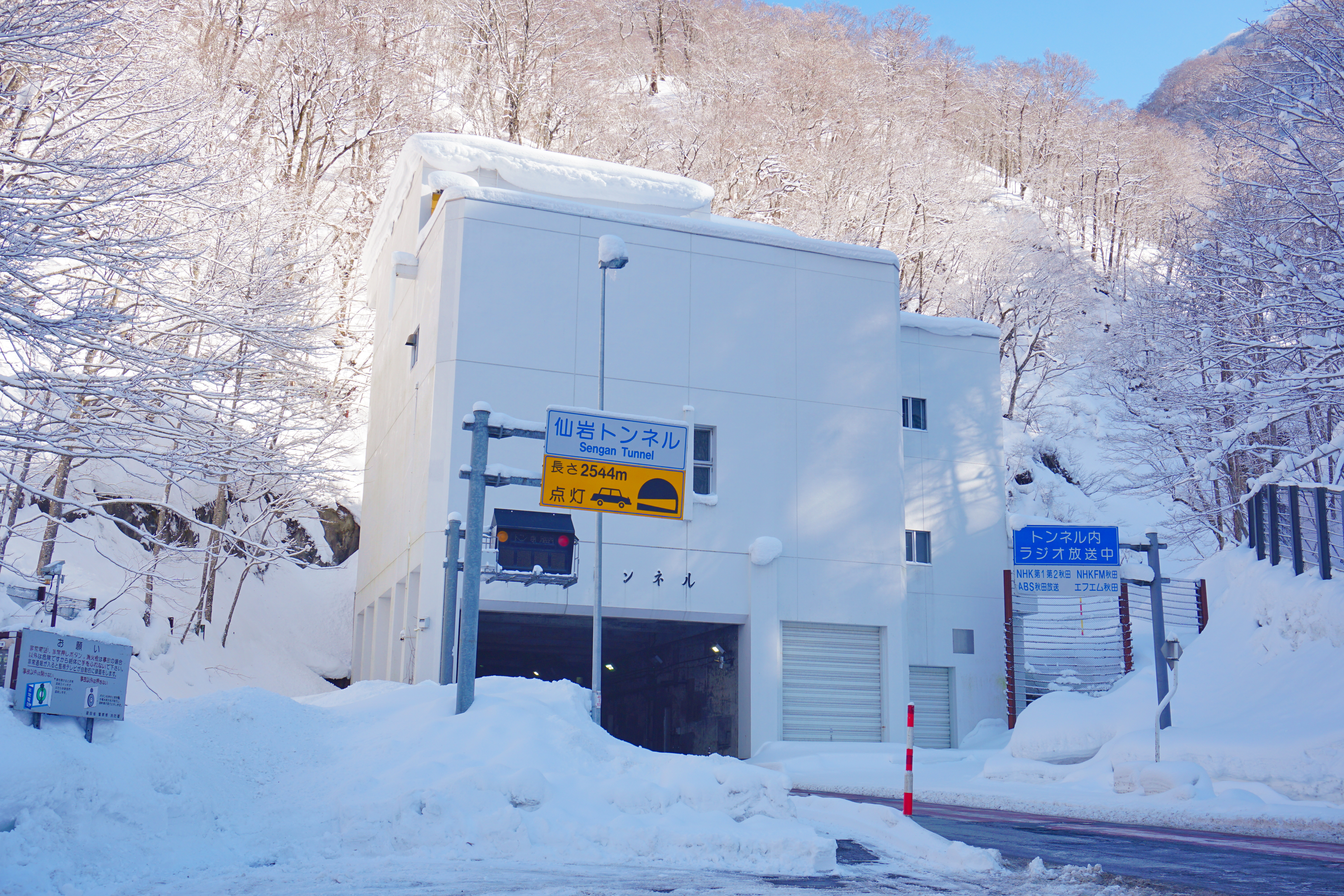
仙岩トンネル（国道）秋田換気所

### 田沢湖線
JR東日本田沢湖線（秋田新幹線）の大地沢信号場（岩手県）と志度内信号場（秋田県）間にある全長3,915mの鉄道トンネル。岩手県側坑口は北上川水系大地ノ沢上流部（標高390m付近）、秋田県側坑口は雄物川水系生保内川上流部（標高365m付近）。トンネル内にある岩手・秋田県境がJR東日本盛岡支社と秋田支社の支社境となっており、同線を走行する普通列車の前面からも支社境標識を確認できる。

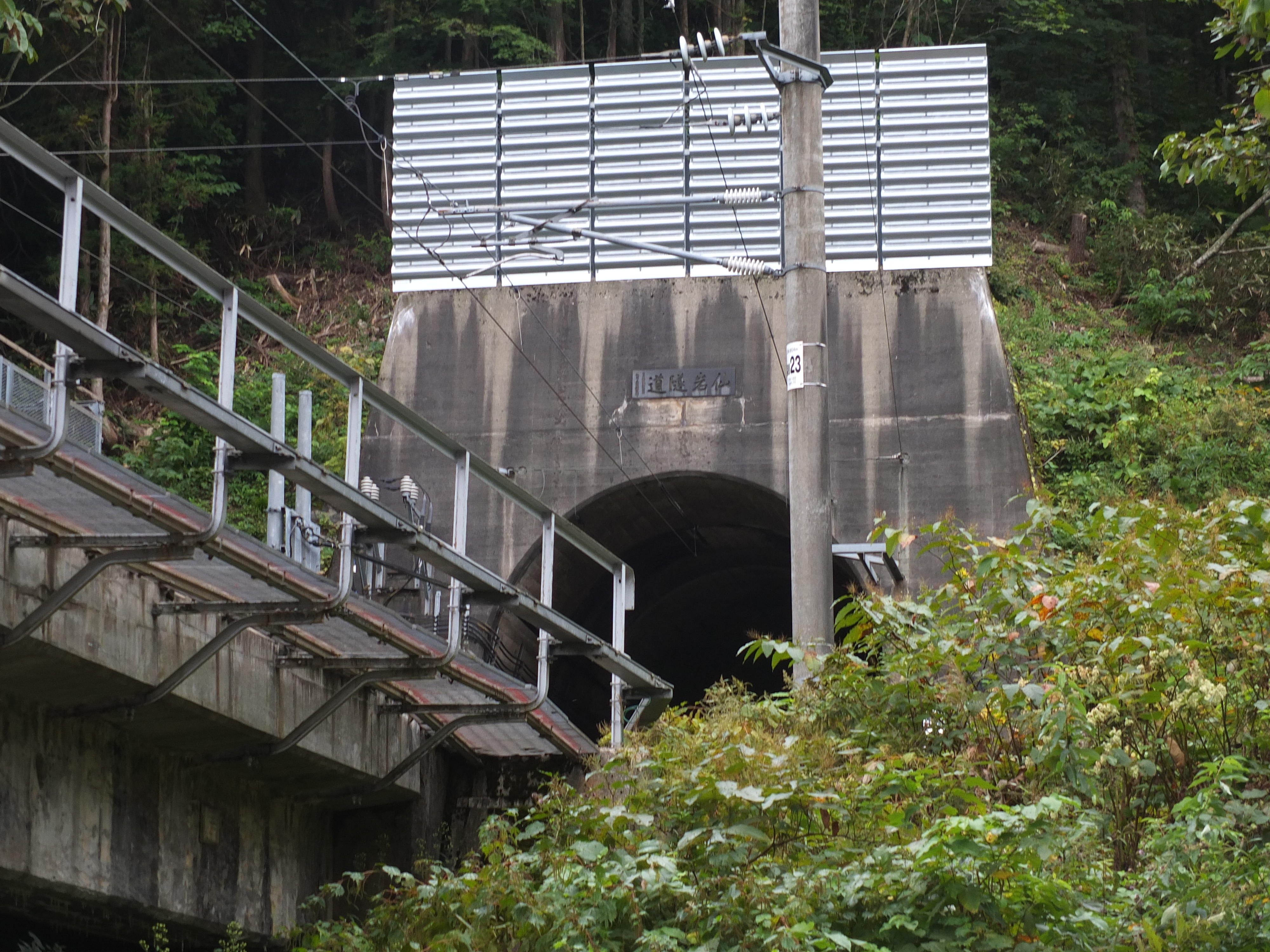
仙岩トンネル（鉄道）大地沢側坑口

現行の仙岩トンネルに代わる新仙岩トンネルの整備計画については秋田新幹線#新ルート整備計画を参照。